# Guambius mississippiensis
Guambius mississippiensis är en mångfotingart som beskrevs av Chamberlin 1912. Guambius mississippiensis ingår i släktet Guambius och familjen stenkrypare. Inga underarter finns listade i Catalogue of Life.